# Сидоров Олександр Петрович
Олександр Петрович Сидоров (21 або 25 березня 1921 — 19 серпня 1978) — український економіст. Доктор економічних наук, професор. Завідувач кафедри економіки та організації машинобудування і приладобудування Львівського політехнічного інституту.

## Життєпис
1956 року отримав звання доцента. 1969 року захистив дисертацію на ступінь доктора економічних наук.
У Львівському відділенні Інституту економіки АН УРСР працював на посадах: з липня 1964 р. до 1968 р. — керівник відділу наукової організації виробництва; з 1968 до 1970 р. — керівник відділу наукової організації виробництва за сумісництвом.
Напрями наукових досліджень: дослідження ефективності капіталовкладень у різні галузі промисловості, оцінка стану використання виробничих потужностей, підвищення ефективності роботи промислового обладнання.
Підготував 3 кандидатів наук. Опублікував близько 30 наукових праць, в тому числі 4 монографії.
Був членом редколегії одного з вісників Львівської політехніки «Вопросы экономики промышленности и организации производства».
Похований на полі № 8 Личаківського цвинтаря у Львові.